# 遺伝子流動

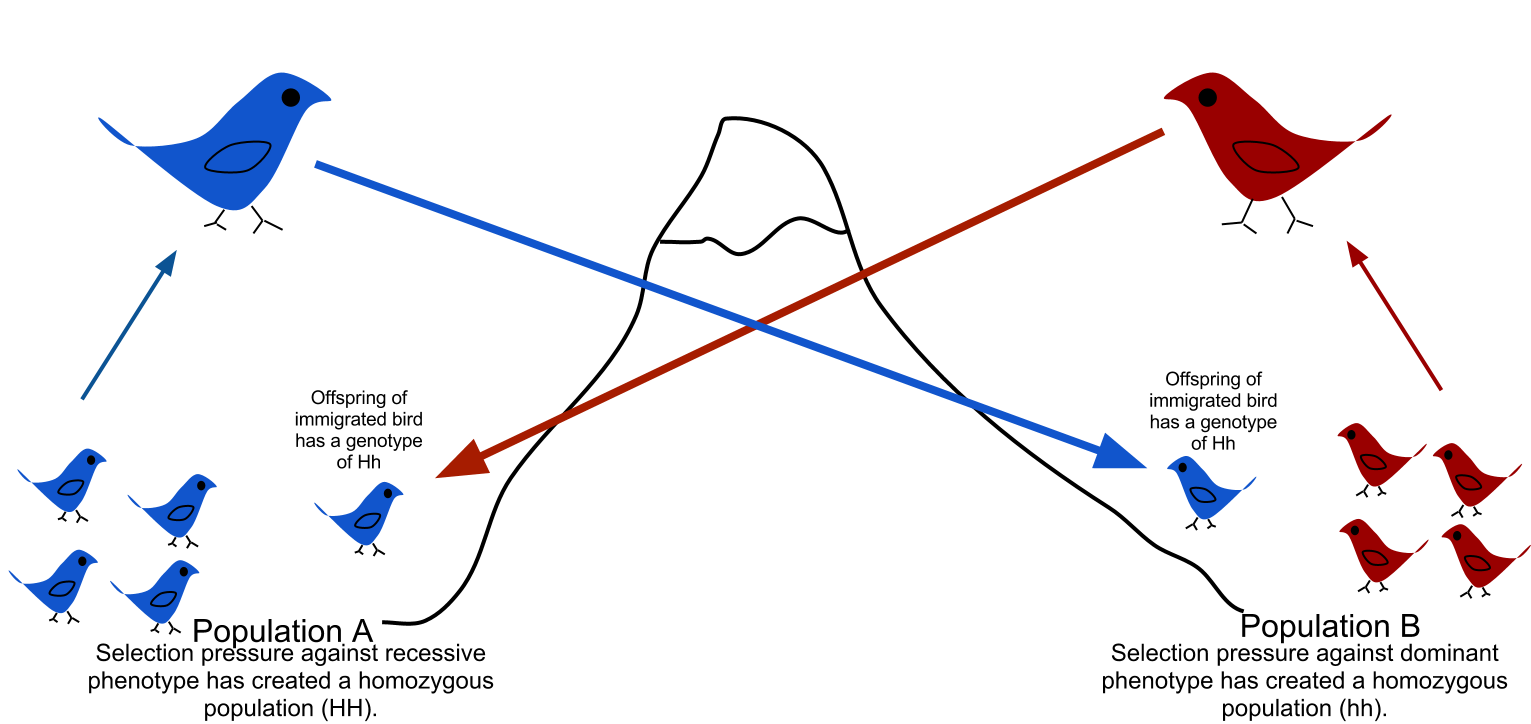

遺伝子流動（いでんしりゅうどう、gene flow、gene migration）とは、ある集団から別の集団への対立遺伝子、あるいは遺伝子の移動のこと。
集団の中、あるいは外への移住は、集団中の対立遺伝子頻度（ある遺伝的変異を持った構成個体の割合）を変化させる。場合によっては、ある種、集団からなる遺伝子プールに新しい遺伝的変異を加えることにもなるかもしれない。
異なる集団間での遺伝子流動の比率に影響する要因は様々である。最も重要な要因の一つは生物の持つ移動性であり、一個体が高い移動性を持つほど、移住のポテンシャルは高くなる。平均的には、植物より動物が高い移動性を持つ傾向にある。
二つの集団間で維持される遺伝子流動は二つの遺伝子プールを結合し、集団間で比較した遺伝的変異を減少させる。遺伝子流動は、遺伝子プールを融合させることにより種分化とは正反対に働く力であり、種分化や姉妹種を生み出す原因である遺伝的分化を成立させないのだ。
例えば、道路の両脇に生えたイネ科植物を想像してほしい。植物の花粉は一方から反対側に飛び、逆もまた同様である。花粉は植物を受粉させ、子孫が成長する。その結果、子孫の花粉の対立遺伝子は反対側の集団から飛んできた対立遺伝子に置き換わっている。